# Коинобори
Коинобори (яп. 鯉幟) — японское украшение, развевающееся на ветру, сделанное из бумаги или ткани с рисунком карпа. Также имеет названия Сацукинобори (яп. 皐幟), Кои но фукинагаси (яп. 鯉の吹き流し). Традиция делать коинобори зародилась в среде самураев в Период Эдо. С апреля по 5 мая (День Детей) коинобори устанавливаются во дворе, символизируя пожелания мальчикам здоровья и успеха в жизни. В некоторых районах праздник отмечается на месяц позже (например, в западной зоне префектуры Сидзуока).

## Описание
Обычные коинобори вешают на верхушку шеста. Сверху находится пара ягурума (яп. 矢車, колёсообразный пропеллер) с корзинкой или вращающимся шарообразным флюгером; далее подвешивается хирю: фукинагаси (яп. 飛龍吹流し), похожий на ветроуказатель, затем чёрный и красный (розовый) карпы, которые символизируют отца и мать. Для каждого мальчика в семье добавляется ещё по одному карпу: синему, зелёному, затем фиолетовому или оранжевому (в зависимости от региона). Длина коинобори колеблется от десятков сантиметров до нескольких метров.
Принято считать, что коинобори впервые появилось в китайских династийных историях в хронике Хоу Ханьшу. По преданию однажды на Хуанхэ в быстром течении множество рыб пыталось заплыть на водопад, именуемый Драконьи Ворота, для того, чтобы стать драконом, но лишь карпу это удалось. Отсюда и произошёл символ взбирающегося по водопаду карпа.
Изначально был только чёрный карп, но в эпоху Мэйдзи к нему добавился красный, а затем в эпоху Сёва и маленький (синий) карп. Однако возможны и другие сочетания, например, только чёрный и синий карпы, или чёрный карп с красным мальчиком. В последнем случае это отсылка к легенде о том, как Кинтаро поймал карпа, который был больше него самого.
Последнее время маленьких карпов раскрашивают так же более яркими цветами, например, зелёным или оранжевым. В некоторых семьях вешают карпов и для девочек, и в этом случае непременно используются яркие цвета.

## Зарождение
«Дети в Эдо — майские карповые фукинагаси», говаривали в то время. То есть коинобори изначально был просто фукинагаси в форме карпа. Вообще говоря, коинобори так же, как и кадомацу или кукла хина — традиция, которая появилась в период Эдо в домах состоятельных семей.
В праздник мальчиков беды изгонялись с помощью ириса. В домах воинов, связывая ирис и воинскую доблесть, праздновали достижение совершеннолетия мальчиков и молились за их успешную воинскую службу, что впоследствии стало ежегодной традицией. В этот день так же совмещалось просушивание вещей на улице. Доспехи, шлемы и оружие выставляли на заднем дворе, а на входе дома выставляли флаги. Старшему в доме было принято давать наставления детям.
С другой стороны в домах торговцев, которые не были знатью, но зато обладали финансовыми средствами, выставляли красивую декоративную утварь, а вместо флагов — цветные фукинагаси. Чтобы добавить ещё больше пышности в некоторых домах на фукинагаси стали изображать карпа из легенды о Драконьих Воротах. Подобные фукинагаси стали прообразом современных коинобори.
Однако всё это относится только к Канто, в Кансае такой традиции не было.

## Песенка про коинобори
Популярная детская песенка про коинобори. Была опубликована в Эхон сёка / хару но маки (яп. 絵本書架 春の巻) (1932), слова Кондо Мияко (近藤宮子).
| 屋根より高い鯉幟 大きい真鯉はお父さん 小さい緋鯉は子供たち 面白そうに泳いでる | Янэ ёри такай коинобори О:кий магои ва о-то:сан Ти:сай хигои ва кодомотати Омосиросо:ни оёйдэиру | Выше крыш коинобори. Большой чёрный карп — папа, Маленькие красные карпы — дети. Весело плывут по небу. |

## Галерея
- Коинобори над рекой Могами.
- Коинобори над водохранилищем в парке Татибана Фурэай.
- Коинобори над рекой Сагами.
- Коинобори (снимок сделан в посёлке Фукусаки префектуры Хёго).
- Коинобори ручной работы.
- Коинобори в городе Миядзаки.